# (500032) 2011 SF63
(500032) 2011 SF63 es un asteroide perteneciente al cinturón de asteroides, descubierto el 30 de agosto de 2011 por el equipo del Observatorio Astronómico de Mallorca desde el Observatorio Astronómico de La Sagra, Puebla de Don Fadrique (Granada), España.

## Designación y nombre
Designado provisionalmente como 2011 SF63.

## Características orbitales
2011 SF63 está situado a una distancia media del Sol de 3,179 ua, pudiendo alejarse hasta 3,887 ua y acercarse hasta 2,472 ua. Su excentricidad es 0,222 y la inclinación orbital 13,84 grados. Emplea 2071,18 días en completar una órbita alrededor del Sol.
Los próximos acercamientos a la órbita de Júpiter se producirán el 6 de abril de 2089, el 28 de mayo de 2100 y el 25 de julio de 2111, entre otros.

## Características físicas
La magnitud absoluta de 2011 SF63 es 16.